# Guillermo Coria
Guillermo Sebastián Coria (* 13. Januar 1982 in Rufino, Santa Fe) ist ein ehemaliger argentinischer Tennisspieler.

## Karriere

### Dopingvergehen
Im April 2001 wurde Guillermo Coria beim Turnier in Barcelona positiv auf Nandrolon getestet. Dies bedeutete eine Sperre für sieben Monate sowie eine Geldstrafe in Höhe von 65.000 £, zudem verlor er Weltranglistenpunkte.
Ein Produkt des US-amerikanischen Nahrungsmittelherstellers Universal Nutrition soll, nach Angaben des damals 19-jährigen Argentiniers, Nandrolon und andere verbotene Substanzen (Steroide) enthalten haben, was zu einer Verfälschung des Dopingtests führte. Nachdem ein unabhängiges Labor diese Angaben bestätigte, wurde die Strafe von zwei Jahren auf sieben Monate Sperre reduziert. Coria verklagte 2007 Universal Nutrition auf zehn Millionen US-Dollar Verdienstausfall, die Klage nahm er jedoch nach einem Vergleich wieder zurück.

### Finaleinzug French Open 2004
Sein größter Erfolg war das Erreichen des Endspiels der French Open im Jahr 2004, in dem er gegen seinen Landsmann Gastón Gaudio antreten musste. Coria führte gegen Gaudio nach zwei Sätzen mit 6:0 und 6:3. Gaudio konterte im dritten Satz, den er mit 6:4 gewann, und er gewann auch den vierten klar mit 6:1, in dem Coria unter Krämpfen litt. Den entscheidenden fünften Satz verlor Coria schließlich mit 6:8.

### Spielpause und Comeback
Als Nummer 10 der Weltrangliste gestartet beendete Coria die Saison 2006 mit einer Erstrundenniederlage gegen den Rumänen Răzvan Sabău beim Challengerturnier in Stettin; es war der Höhepunkt einer monatelangen Formkrise. Dadurch fiel Coria am Jahresende auf Platz 116 zurück. 2007 spielte er wegen einer Schulterverletzung kein einziges ATP-Turnier; daher wurde er ab Ende September 2007 nicht mehr in der Weltrangliste geführt. Sein Comeback auf der Tour fand am 28. Januar 2008 bei den Movistar Open in Viña del Mar statt. Coria verlor dort in Runde eins gegen Pablo Cuevas in drei Sätzen. Auch bei weiteren Turnieren feierte er keine nennenswerten Erfolge mehr.
Am 28. April 2009 gab Coria seinen Rücktritt vom Profisport bekannt mit der Begründung, ihm fehle die 100-prozentige Leidenschaft.
Coria gilt als einer der besten Rückschläger im Tennis, er führt drei Return-Statistiken an. Er konnte 45,73 % der Breakbälle verwerten, gewann 36,02 % der Punkte nach dem Return des 1. Aufschlags und gewann 35,19 % seiner Returnspiele.

## Erfolge
| Legende (Siege in Klammern)   |
| Grand Slam                    |
| Tennis Masters Cup            |
| ATP Masters Series (2)        |
| International Series Gold (2) |
| International Series (5)      |

| Titel nach Belag |
| Hartplatz (0)    |
| Sand (8)         |
| Rasen (0)        |
| Teppich (1)      |

### Einzel

#### Turniersiege
| Nr. | Datum            | Turnier      | Belag       | Finalgegner      | Ergebnis      |
| --- | ---------------- | ------------ | ----------- | ---------------- | ------------- |
| 1.  | 12. Februar 2001 | Viña del Mar | Sand        | Gastón Gaudio    | 4:6, 6:2, 7:5 |
| 2.  | 12. Mai 2003     | Hamburg      | Sand        | Agustín Calleri  | 6:3, 6:4, 6:4 |
| 3.  | 14. Juli 2003    | Stuttgart    | Sand        | Tommy Robredo    | 6:2, 6:2, 6:1 |
| 4.  | 21. Juli 2003    | Kitzbühel    | Sand        | Nicolás Massú    | 6:1, 6:4, 6:2 |
| 5.  | 28. Juli 2003    | Sopot        | Sand        | David Ferrer     | 7:5, 6:1      |
| 6.  | 20. Oktober 2003 | Basel        | Teppich (i) | David Nalbandian | kampflos      |
| 7.  | 16. Februar 2004 | Buenos Aires | Sand        | Carlos Moyá      | 6:4, 6:1      |
| 8.  | 19. April 2004   | Monte Carlo  | Sand        | Rainer Schüttler | 6:2, 6:1, 6:3 |
| 9.  | 25. Juli 2005    | Umag         | Sand        | Carlos Moyá      | 6:2, 4:6, 6:2 |

#### Finalteilnahmen
| Nr. | Datum              | Turnier          | Belag     | Finalgegner         | Ergebnis                 |
| --- | ------------------ | ---------------- | --------- | ------------------- | ------------------------ |
| 1.  | 7. Mai 2001        | Mallorca         | Sand      | Alberto Martín      | 3:6, 6:3, 2:6            |
| 2.  | 16. September 2002 | Costa do Sauípe  | Hartplatz | Gustavo Kuerten     | 7:64, 5:7, 6:72          |
| 3.  | 24. Februar 2003   | Buenos Aires     | Sand      | Carlos Moyá         | 3:6, 6:4, 4:6            |
| 4.  | 21. April 2003     | Monte Carlo      | Sand      | Juan Carlos Ferrero | 2:6, 2:6                 |
| 5.  | 5. April 2004      | Miami            | Hartplatz | Andy Roddick        | 7:62, 3:6, 1:6 Aufgabe   |
| 6.  | 17. Mai 2004       | Hamburg          | Sand      | Roger Federer       | 6:4, 4:6, 2:6, 3:6       |
| 7.  | 7. Juni 2004       | French Open      | Sand      | Gastón Gaudio       | 6:0, 6:3, 4:6, 1:6, 6:8  |
| 8.  | 21. Juni 2004      | ’s-Hertogenbosch | Rasen     | Michaël Llodra      | 3:6, 4:6                 |
| 9.  | 18. April 2005     | Monte Carlo      | Sand      | Rafael Nadal        | 3:6, 1:6, 6:0, 5:7       |
| 10. | 9. Mai 2005        | Rom              | Sand      | Rafael Nadal        | 4:6, 6:3, 3:6, 6:4, 6:76 |
| 11. | 19. September 2005 | Peking           | Hartplatz | Rafael Nadal        | 7:5, 1:6, 2:6            |